# Universiteit Gent
De Universiteit Gent of UGent (tot 1991 Rijksuniversiteit Gent of RUG) is een universiteit in België, gelegen in de Oost-Vlaamse stad Gent.

## Geschiedenis

### Oprichting

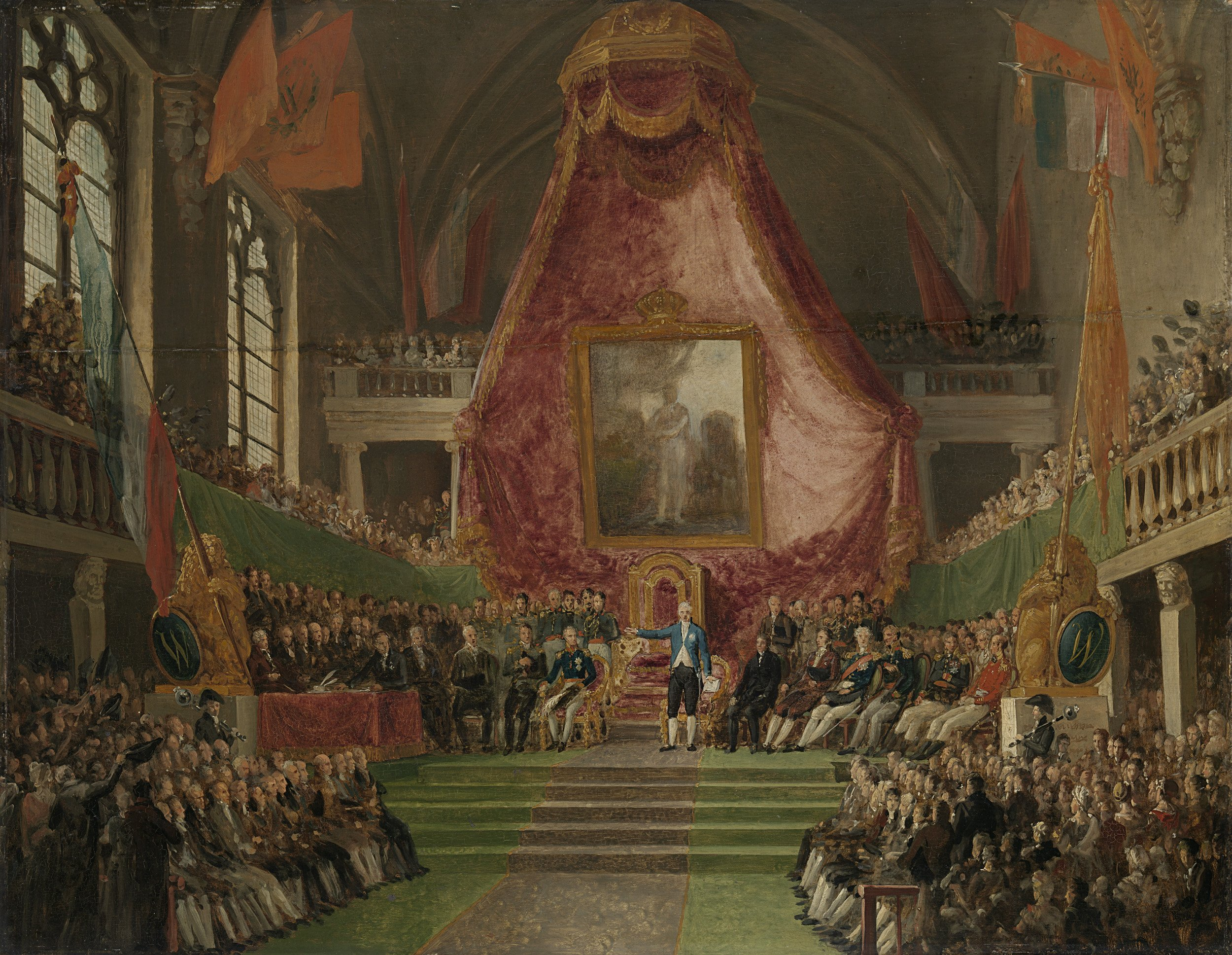
Inauguratie van de universiteit door de prins van Oranje in de troonzaal van het stadhuis op 9 oktober 1817, geschilderd door Mattheus Ignatius van Bree.

De universiteit werd gesticht onder Koning Willem I, als gevolg van zijn politiek om de intellectuele achterstand van het zuiden van zijn Verenigd Koninkrijk der Nederlanden, het latere België, weg te werken. Net zoals de noordelijke Nederlanden kregen de zuidelijke Nederlanden drie rijksuniversiteiten: in Gent, Leuven en Luik.
De Gentse universiteit werd plechtig geopend op 9 oktober 1817 en de eerste rector was Jean Charles Van Rotterdam. In het eerste jaar telde de universiteit 190 studenten, dertien personeelsleden en zestien professoren, van wie negen van buiten het tegenwoordige België kwamen, voornamelijk uit Noord-Nederland en Duitsland. Zij waren verdeeld over vier faculteiten: Letteren, Rechten, Geneeskunde en Wetenschappen. De voertaal was het Latijn.

### Belgische onafhankelijkheid
In 1830 was de studentenpopulatie aangegroeid tot 414, maar dat aantal daalde snel na de Belgische Revolutie, die de afschaffing van de faculteiten Letteren en Wetenschappen met zich meebracht. Pas vijf jaar later, met de wet op het hoger onderwijs van 1835, gaf de Belgische staat de twee faculteiten terug aan de Universiteit Gent, en kreeg ze daarbovenop de Technische Scholen toegewezen, die aan de faculteit Wetenschappen werden toegevoegd. Het zou nog 35 jaar duren voor het studentenaantal van 1830 terug werd bereikt. In de universitaire wedstrijden behaalde de Gentse universiteit in deze periode wel het grootste aantal prijzen.
De katholieke argwaan tegen de rijksuniversiteit kwam tot een hoogtepunt in de jaren 1850 met de zaak-Laurent-Brasseur. François Laurent was een rechtenprofessor wiens werk door toedoen van de Vlaamse bisschoppen op de Index werd geplaatst (1852). Een andere professor, Hubert Brasseur, werd er door vier studenten van beschuldigd dat hij in zijn college natuurrecht het goddelijk karakter van Christus ontkend had, hoewel hij naar eigen zeggen enkel betoogd had dat de officiële religieuze doctrine niet in harmonie kan zijn met de evolutie van de wetenschappen. In een explosief herderlijk schrijven, voorgelezen in alle kerken, brandmerkte bisschop Lodewijk Jozef Delebecque het onderwijs van deze hoogleraren als godslasterlijk en ketters (1856), twee weken later daarin bijgetreden door zijn Brugse collega Malou. De bisschoppen probeerden de unionistische regering-De Decker tot hun ontslag te bewegen, maar De Decker stelde in het parlement dat de vrije discussie grondwettelijk gewaarborgd was. De affaire veroorzaakte grote spanningen tussen ultramontaanse en liberale katholieken, die beiden meenden op pauselijke steun te kunnen rekenen. Het resultaat was niet alleen dat de regering viel, maar ook dat katholieke studenten de bisschoppelijke aanwijzing kregen de universiteit van Gent te mijden. Oost- en West-Vlaamse katholieken stuurden hun kinderen voortaan naar Leuven, voor zover ze dat al niet deden.
Met wisselend succes werden in deze periode de toelatingsvoorwaarden voor studenten nu eens verstrengd en dan weer versoepeld. In 1882 kwam de eerste vrouwelijke student, Sidonie Verhelst, de universiteit binnen en wel in de richting Wetenschappen. De Brusselse Emma Leclercq, die al een kandidaatsdiploma in de natuurwetenschappen van de ULB op zak had, was de eerste vrouw die het einddiploma behaalde.
Vanaf 1876 mocht de universiteit weer zelf de academische graden toekennen. Gedurende de dertig voorgaande jaren moesten de studenten hun examens afleggen voor een centrale examencommissie in plaats van voor hun eigen professoren. De wet van 1890 maakte de wetenschappelijke opbouw van de universiteit belangrijker: de practica en het onderzoekswerk deden hun intrede en de professoren kregen nu ook assistenten in dienst. Van een onderwijsinstelling kon de universiteit nu uitgroeien tot een onderzoeksinstelling.

### Vernederlandsing
Na de Belgische Revolutie in 1830 nam het Frans de plaats in van het Latijn als voertaal van de Gentse universiteit. Het Frans was toen de voertaal van de Belgische administratie. Tegen het einde van de negentiende eeuw begon de Vlaamse Beweging, onder impuls van Lodewijk de Raet, pogingen te ondernemen om de Gentse universiteit te vernederlandsen.
In de Eerste Wereldoorlog richtte Moritz von Bissing in 1916 de Vlaamsche Hoogeschool of "Von Bissinguniversiteit" op, wat deel uitmaakte van zijn verdeel en heerstactiek, de Flamenpolitik. Het overgrote deel van de Vlaamse beweging, de zgn. 'passivisten' zoals Camille Huysmans, Frans Van Cauwelaert en Louis Franck (de "drie kraaiende hanen" die steeds gestreefd hadden naar hoger onderwijs in 't Nederlands), kantte zich vanaf het begin tegen deze Duitse inmenging in Belgische binnenlandse aangelegenheden en boycotte de Vlaamsche Hoogeschool. Ook het overgrote deel van de Vlaamse bevolking was ertegen gekant. De Vlaamsche Hoogeschool was een mislukking en werd gesteund door slechts een kleine minderheid flaminganten. Deze Vlaamsche Hoogeschool werd ongedaan gemaakt na de oorlog en als activisme of collaboratie met de Duitse bezetter beschouwd.
Op 22 november 1918 uitte koning Albert I, in zijn beroemde enige troonrede ooit, het voornemen van de regering tot een Vlaamse hogeschool in Gent. De vernederlandsing van de Gentse universiteit bleef de gemoederen daarna nog heviger beroeren en het kwam dikwijls tot hardhandige conflicten. Het naar een van de drie kraaiende hanen genoemde voorstel Franck speelde voor en na de Eerste Wereldoorlog een grote rol in de politiek, al werd het nooit in die vorm werkelijkheid. Onder de tegenstanders van de vernederlandsing bevond zich onder andere de Franstalige Gentse bourgeoisie.
Op 27 juli 1923 werd een wetsontwerp tot gedeeltelijke vernederlandsing, ingediend door de toenmalige minister van Kunsten en Wetenschappen Pierre Nolf, door beide Kamers aangenomen. De in feite tweetalige universiteit zou voortaan zowel een Nederlandstalige als een Franstalige afdeling kennen. Wie aan een Nederlandse afdeling was ingeschreven zou één derde van de lessen in het Frans krijgen, de overige twee derde in het Nederlands, en vice versa voor de Franstalige afdeling. Deze omslachtige regeling leverde de RUG al snel de schertsende bijnaam Nolfbarak op. In 1930 werd, op initiatief van de Waalse eerste minister Henri Jaspar, de universiteit, als eerste van België, definitief vernederlandst. De eerste rector van de eentalig Nederlandse Universiteit was August Vermeylen (tot 1933).
Tijdens de Tweede Wereldoorlog probeerde de Duitse bezetter van de Rijksuniversiteit een universitaire instelling met Germaanse oriëntering te maken. Professoren werden ontslagen en ex-activistische hoogleraren werden aan de universiteit opgedrongen. Naarmate de oorlog vorderde kwamen er ook meer weerstandskernen aan de Gentse universiteit.

### Na de Tweede Wereldoorlog
In de tweede helft van de twintigste eeuw groeide de Gentse universiteit uit tot een massa-universiteit. Daar waren de maatregelen voor de democratisering van het hoger onderwijs in Vlaanderen, die in de jaren vijftig en zestig werden ingevoerd, zeker niet vreemd aan. De Universiteit Gent had in 1949 al een Sociale Dienst voor Studenten opgericht en het studentenrestaurant De Brug geopend, waar studenten dagelijks een middagmaal aan lage prijzen konden nuttigen. Toen in 1954 bij wet het Nationaal Studiefonds werd opgericht, om studiebeurzen te verlenen aan begaafde en minvermogende jongeren, steeg de studentenpopulatie opvallend snel. In 1953 waren er voor het eerst meer dan 3000 studenten ingeschreven, in 1959 werd de kaap van 4000 studenten overschreden, en tegen 1969 waren dat er meer dan 11.500. In 1964-1965 protesteerde de Universiteit Gent wel fel tegen de universitaire expansiewet, die tal van nieuwe universiteiten in het land wou oprichten.
Intussen breidde de universiteit het aantal faculteiten uit van vier naar elf, meestal door een aantal ‘scholen’ of ‘instituten’ die aan een van de bestaande faculteiten geassocieerd waren, te verzelfstandigen tot een volwaardige faculteit. Als eerste werden de Technische Scholen omgevormd tot Faculteit Toegepaste Wetenschappen in 1957. Daarna volgden de faculteiten Economische Wetenschappen in 1968, Diergeneeskunde in 1968, Psychologische en Pedagogische Wetenschappen in 1969, Bio-ingenieurswetenschappen in 1969, Farmaceutische Wetenschappen en als laatste Politieke en Sociale Wetenschappen in 1992.
De Gentse universiteit kon niet ontsnappen aan de stroom van de wereldwijde studentenprotesten in de jaren zestig. In Gent kenden de protesten hun hoogtepunt in maart 1969, toen de Blandijn bezet werd door studenten en tot ‘Studentoraat’ werd uitgeroepen. Ook het rectoraat werd voor het eerst in de geschiedenis van de universiteit bezet door studenten. Enkele jaren later werd het universiteitsbestuur hervormd: voortaan zetelden er naast professoren ook vertegenwoordigers van de studenten, van de assistenten en van het overige personeel, en externen van de ‘openbare instanties, politieke, sociaal-economische en culturele milieus’. De zwaarste studentenrellen zouden overigens pas volgen in 1978, tijdens de protesten tegen de verhoging van het inschrijvingsgeld tot 10.000 BEF.

### Meer autonomie en naamsverandering
In 1991 kreeg de universiteit door een decreet van de Vlaamse Gemeenschap een grotere autonomie. De officiële benaming wijzigde van Rijksuniversiteit Gent (RUG) in Universiteit Gent. De afkorting RUG werd nog enkele jaren behouden vanwege de herkenbaarheid, maar werd in 2003 vervangen door de afkorting UGent.
Tussen 1991 en 2005 zag de Universiteit Gent haar studentenaantal verdubbelen tot ongeveer 28.000 studenten, in het academiejaar 2012-2013 waren er reeds 34.000 studenten met meer dan 40.000 inschrijvingen. Vanaf 2013-2014 (bij de invoering van de Bachelor-masterstructuur in het Vlaamse hoger onderwijs) werden de vroegere opleidingen van twee cycli van de Gentse hogescholen (industrieel ingenieur, vertaler/tolk, handelswetenschappen, kunstonderwijs) opgenomen in de universiteit. Het Departement Vertaalkunde van de Hogeschool Gent is toen bijvoorbeeld een onderdeel geworden van de faculteit Letteren en Wijsbegeerte van de Universiteit Gent als Vakgroep Vertalen, Tolken en Communicatie.
In 2013 opende de Ghent University Global Campus in Incheon, Zuid-Korea. Hiermee participeert de UGent als enige Europese universiteit in de Songdo Global University Campus.

## Reputatie
Sinds 2003 behaalde de Universiteit Gent onder de Belgische universiteiten steeds de hoogste plaats in de Academic Ranking of World Universities door de Jiaotong-universiteit van Shanghai. Reeds in 2003 wist ze de top 100 te bereiken. In 2010, 2011 en 2012 slaagde ze hier - met respectievelijk de 90e, en tweemaal de 89e plaats - opnieuw in. Ook in de jaren daarna stond de UGent in de top 100 met in 2016 een record met de 62e plaats.
Volgens het Times Higher Education Supplement (THES) van The Times is de Universiteit Gent in 2012 de tweede hoogst scorende Belgische universiteit. Wereldwijd staat UGent op de 106de plaats. In de periode 2013-2015 duikt de UGent de top 100 binnen maar in 2016 verlaat de universiteit die weer met de 118e plaats.
De UGent is sedert 2007 bij de tien hoogst gerangschikte internationale instellingen volgens Best Places to Work in Academia Ranking van het tijdschrift The Scientist.
Internationaal vermaarde wetenschappers doceerden aan de UGent. In de jaren 60 van de 19e eeuw doceert Friedrich Kekulé scheikunde en stelt hij tevens een cyclische structuur voor als structuurformule van benzeen. Professor Corneille Heymans kreeg in 1938 de Nobelprijs voor de Fysiologie of Geneeskunde voor het aantonen hoe de bloeddruk en het zuurstofgehalte van het bloed door het lichaam worden gemeten en hoe dit wordt overgedragen naar de hersenen.
De UGent maakt deel uit van de CESAER en Santandergroep internationale onderzoeksgroepen.

### Internationale ranking
In de universitaire rankings scoort de Universiteit Gent hoog. In de Academic Ranking of World Universities eindigt ze als eerste Belgische universiteit. In de Global University Ranking en Ranking of World Universities bekleedt de Universiteit Gent de tweede plaats.
Vanaf de eerste Academic Ranking of World Universities (2003) is de Universiteit Gent de hoogst gerangschikte van België. Gent staat volgens de Academic Ranking of World Universities van 2012 op plaats 89. Met name in de vakgebieden Engineering/Technology and Computer Science, Life and Agriculture Sciences, Clinical Medicine and Pharmacy en Social Sciences presteert men bijzonder goed.
| Jaar | Rang    |
| ---- | ------- |
| 2003 | 99      |
| 2004 | 101-152 |
| 2005 | 101-152 |
| 2006 | 101-152 |
| 2007 | 101-152 |
| 2008 | 101-152 |
| 2009 | 101-152 |
| 2010 | 90      |
| 2011 | 89      |
| 2012 | 89      |
| 2013 | 85      |
| 2014 | 70      |
| 2015 | 71      |
| 2016 | 62      |
| 2017 | 69      |
| 2018 | 61      |
| 2019 | 66      |
| 2020 | 66      |
| 2021 | 71      |
| 2022 | 74      |
| 2023 | 84      |
| 2024 | 90      |

| Jaar | Rang |
| ---- | ---- |
| 2011 | 124  |
| 2012 | 106  |
| 2013 | 93   |
| 2014 | 85   |
| 2015 | 90   |
| 2016 | 118  |
| 2017 | 118  |
| 2018 | 107  |
| 2019 | 143  |
| 2020 | 123  |
| 2021 | 103  |
| 2022 | 96   |
| 2023 | 107  |
| 2024 | 115  |
| 2025 | 112  |

De Universiteit Gent staat ook tussen de top 95 universiteiten in de wereld volgens het Russische Global University Ranking. In de gezaghebbende Times Higher Education World University Rankings van 2019 haalt de instelling de 143ste plaats in de wereld en dient ze de KU Leuven en de UCL aan zich vooraf te laten gaan (3e plaats in België).

## Faculteiten
In 2014 telt de universiteit 11 faculteiten:
- faculteit Letteren en Wijsbegeerte
- faculteit Recht en Criminologie
- faculteit Wetenschappen
- faculteit Geneeskunde en Gezondheidswetenschappen
- faculteit Ingenieurswetenschappen en Architectuur
- faculteit Economie en Bedrijfskunde
- faculteit Diergeneeskunde
- faculteit Psychologie en Pedagogische Wetenschappen
- faculteit Bio-ingenieurswetenschappen
- faculteit Farmaceutische Wetenschappen
- faculteit Politieke en Sociale Wetenschappen

## Bestuur
Het centraal bestuur wordt uitgeoefend door de rector, de vicerector en drie organen, namelijk het bestuurscollege, de raad van bestuur en het directiecollege.
De regeringscommissaris is sinds 1 oktober 2024 Karla Van Lint.

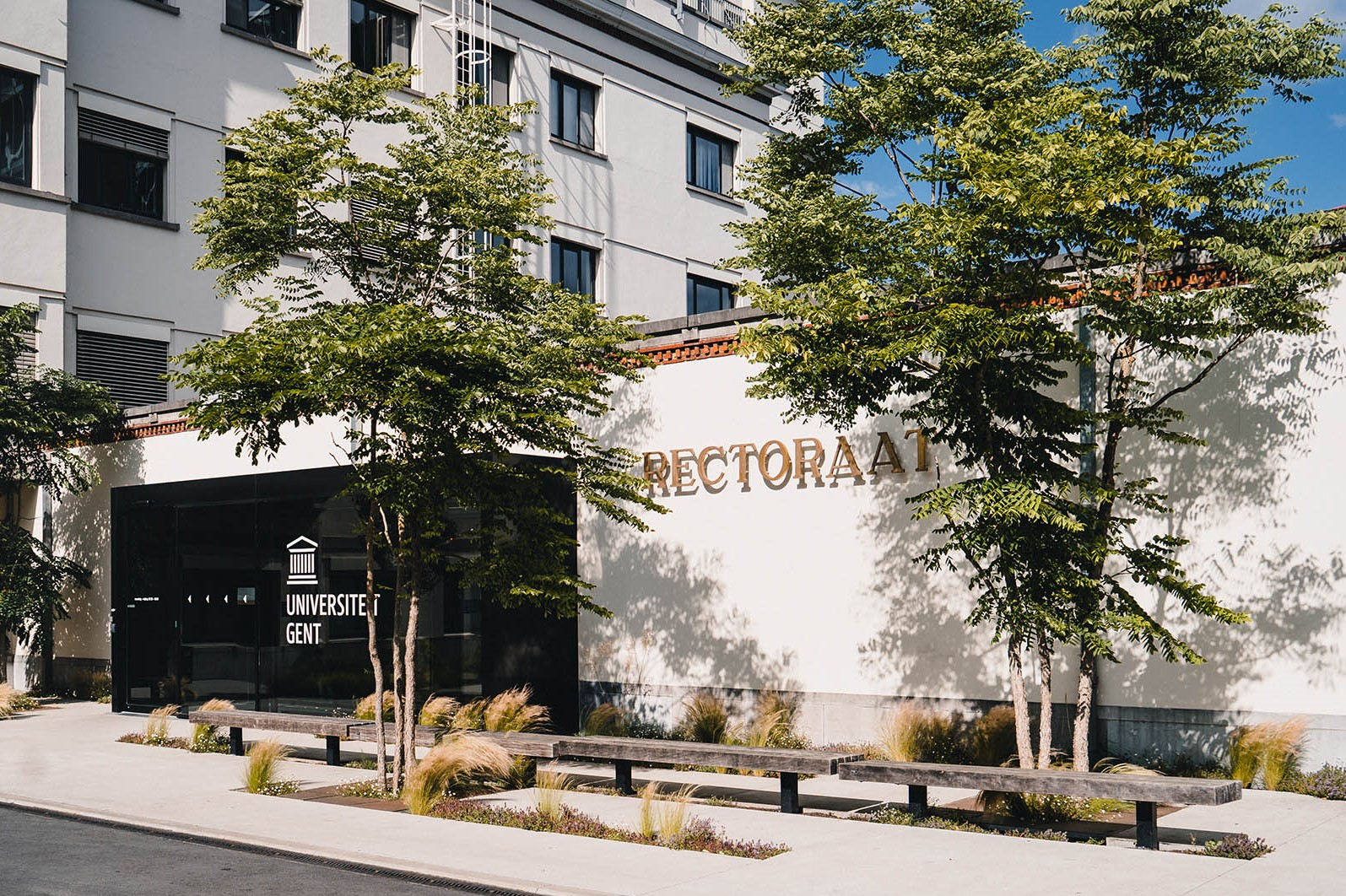
Rectoraat

### Rectoraat
Het bestuur wordt ten uitvoer gebracht door het rectoraat aangestuurd door de rector van de universiteit ondersteund door een enkele vicerector en enkele stafmedewerkers. De rector verantwoordt zich ten opzichte van de raad van bestuur en het bestuurscollege.

#### Rectoren
De recente rectoren (actief in de 21e eeuw) waren:
- 1993-2001: Jacques Willems - toegepaste wetenschappen
- 2001-2005: Andreas De Leenheer - farmaceutische wetenschappen
- 2005-2013: Paul Van Cauwenberge - geneeskunde
- 2013-2017: Anne De Paepe - geneeskunde
- 2017-heden: Rik Van de Walle - ingenieurswetenschappen en architectuur
- vanaf 1 oktober 2025: Petra De Sutter - geneeskunde

### Bestuurscollege
Het bestuurscollege bestaat uit de rector (voorzitter), de vicerector (ondervoorzitter), twee leden van het zelfstandig academisch personeel en telkens één lid behorende tot de andere vier groepen van de raad van bestuur. Als vertegenwoordiger openbare instanties, politieke, sociaal-economische en culturele milieus is dit Siegfried Bracke sinds 2014.
Het bestuurscollege is bevoegd voor wat de raad van bestuur aan het orgaan delegeert.

### Raad van bestuur
In de raad van bestuur van de UGent, het hoogste beslissingsorgaan van de instelling, zitten naast professoren assistenten, studenten, administratief en technisch personeel en externen. Hetzelfde geldt voor vrijwel alle andere commissies, raden en colleges.
De voorzitter is Geert Bourgeois sinds 2022.
Ook rector Rik Van de Walle en vicerector Mieke Van Herreweghe maken deel uit van de raad van bestuur.
De tien vertegenwoordigers van openbare instanties, politieke, sociaal-economische en culturele milieus (aangeduid door de Vlaamse Regering) zijn (anno 2022) Mario Coppens (plv. Sabine Slegers), Isabelle De Clercq (plv. Katleen Haentjens), Christophe Dhaene (plv. Nele Dekeyser), Christel Geltmeyer (plv. Chris De Hollander), Simon Gheysen (plv. Stefaan D'Haeze), Isabelle Heyndrickx (plv. Filip Van Laecke), Jimmy Koppen (plv. Ann Brusseel), Chris Reniers (plv. Yves Derycke), Jos Vermeiren (plv. Ann Vancoillie), Peter Wieme (plv. Ann Vermorgen) 

### Directiecollege
De rector en vicerector sturen ook een academisch beheerder en een logistiek beheerder aan, die de dagelijkse leiding van de centrale administratie tot verantwoordelijkheid hebben. Rector, vicerector en de twee beheerders zetelen samen met de verantwoordelijken van de negen verschillende administratieve directies (Onderwijsaangelegenheden, Onderzoeksaangelegenheden, Bestuurszaken, Personeel en Organisatie, Communicatie en Marketing, Financiën, Informatie- en Communicatietechnologie, Gebouwen en Facilitair Beheer, Studentenvoorzieningen) in het directiecollege.

### Gentse Studentenraad
De UGent kent een sterke traditie wat betreft de participatie van alle geledingen in het universiteitsbestuur. De universiteit was een voorloper op het gebied van studentenparticipatie. Zowel op centraal als facultair niveau maken studenten deel uit van het bestuur. Sinds 1971 worden deze studentenvertegenwoordigers rechtstreeks verkozen. Heden zitten er onder anderen vier studenten in de raad van bestuur van de Universiteit Gent, een aantal in elke faculteitsraad, naargelang de grootte van de respectievelijke faculteiten enkelen in alle adviesraden die zich met studentenaangelegenheden bezighouden.
Met het verdwijnen van het Gents StudentenKorps eind jaren 60 was er geen overlegorgaan van alle studenten meer. Om de informatiedoorstroom tussen de studentenvertegenwoordigers mogelijk te maken, werd in 1985 de Gentse Studentenraad (GSR) opgericht, met na een periode van inactiviteit, een heroprichting in 1997. Oorspronkelijk was dit ook de koepelorganisatie van de studentenverenigingen maar aan het begin van de 21ste eeuw verloren de konventen hun stemrecht en werden ze opnieuw zelfstandig. Na enig verzet van het rectoraat werd de GSR na het Participatiedecreet van 2004 officieel erkend door de universiteit, waardoor het een eigen adviesrecht heeft verkregen. In 2015 stapte de Gentse Studentenraad af van zijn afkorting (GSR) en werd ze herdoopt tot Gentse Studentenraad. Dit had tot doel de anonimiteit van een acroniem te verlaten.
Buiten zijn hoofdfunctie als overlegorgaan staat de Gentse Studentenraad in voor de externe studentenvertegenwoordiging, bijvoorbeeld in de Vlaamse Vereniging van Studenten (VVS) of naar de Stad Gent. Verder organiseert of ondersteunt de Gentse Studentenraad enkele projecten zoals de Student Kick-Off, UGentMUN en het aanbieden van huurfietsen aan studenten (StudentENmobiliteit). Bovendien beheert de Gentse Studentenraad een bijzonder fonds voor studentenvoorzieningen waarmee de studentenvertegenwoordigers de financiële middelen krijgen om hun eigen accenten, zoals de bovenstaande projecten, te leggen.
De algemene vergadering van de GSR bestaat uit 20 stemgerechtigde studenten:
- Eén student uit elke faculteit (11 studenten in totaal)
- De vier rechtstreeks verkozen studenten uit de Sociale Raad, een centraal adviesorgaan van de Universiteit Gent omtrent sociale voorzieningen
- De vier studenten die in de Raad van Bestuur van de Universiteit Gent zetelen
- De student die zetelt in het bestuurscollege van de Universiteit Gent

Elk jaar wordt door deze leden een voorzitter aangeduid die niet noodzakelijk lid moet zijn van de Gentse Studentenraad. Naast een voorzitter wordt ook een ondervoorzitter aangesteld binnen de Gentse Studentenraad. Voorzitter en ondervoorzitter maken deel uit van het dagelijks bestuur van de Gentse Studentenraad dat uit maximaal 6 studenten kan bestaan. Het dagelijks bestuur wordt verder ondersteund door enkele jobstudenten die een deel van het dossierwerk voorbereiden of ondersteunen op administratief vlak.
Ondanks het model van medebestuur aan de UGent neemt de Gentse Studentenraad, in tegenstelling tot sommige andere studentenraden, ook publiek politieke standpunten in. Ook was de Gentse Studentenraadeen stuwende kracht achter verschillende betogingen tegen het financieringsmodel van het hoger onderwijs. In 2013 nomineerde de Gentse Studentenraad Frank Mugisha voor een institutioneel eredoctoraat van de Universiteit Gent.
De Gentse Studentenraad heeft vele bekende oud-leden, waaronder Philippe De Backer, Peter Dedecker en Stijn Baert.

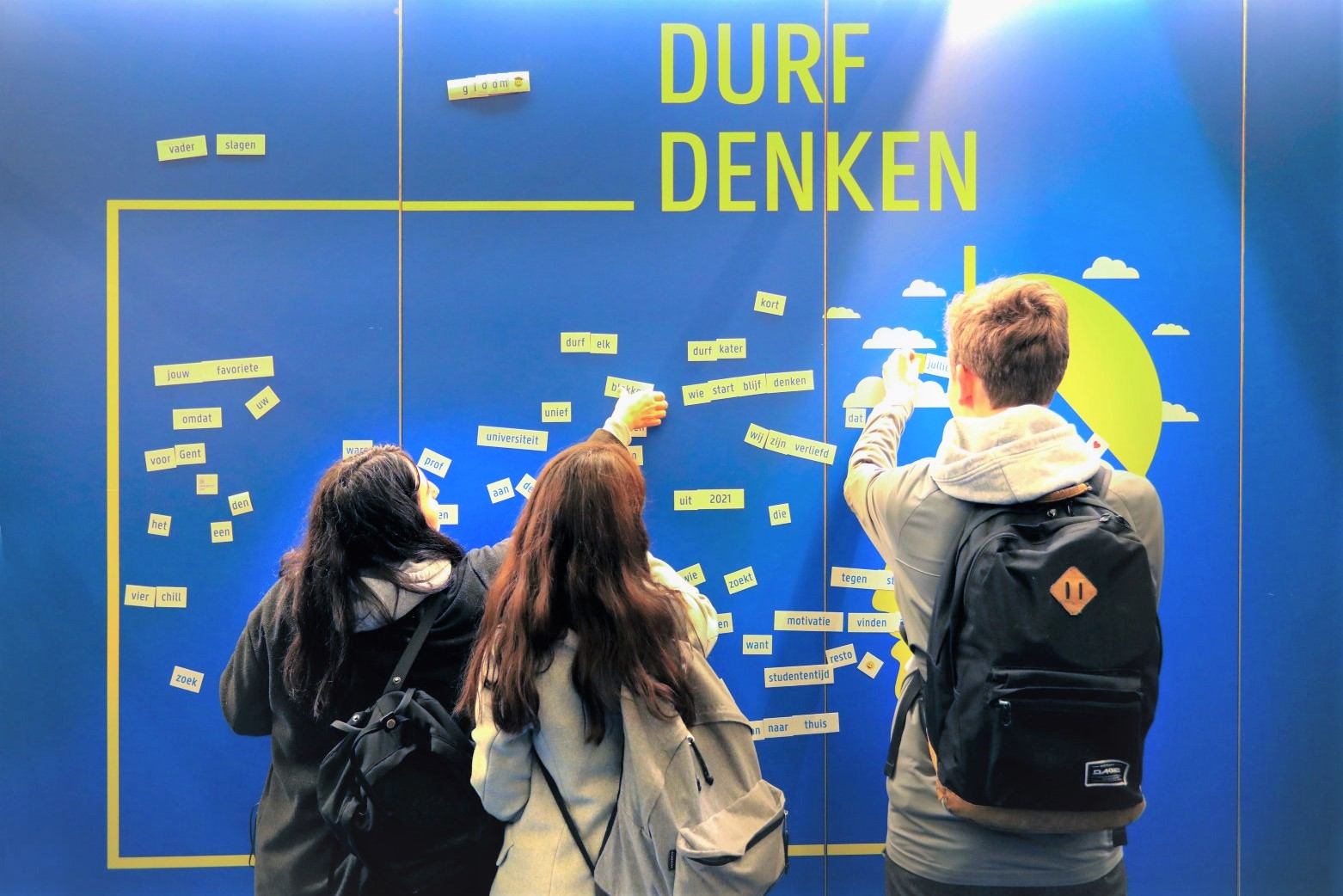
Het motto van de Universiteit Gent: 'Durf Denken'

## Associatie
De Associatie Universiteit Gent, kortweg AUGent, bestaat sinds 2001, zoals het decreet het wil, uit één universiteit en één of meer hogescholen. Naast de UGent maken de Hogeschool West-Vlaanderen, de Arteveldehogeschool (Gent) en de Hogeschool Gent er deel van uit. De samenwerking werd officieel in 2003 met de oprichting van een vzw. Sinds september 2013 werden de opleidingen industriële wetenschappen, handelswetenschappen, kunstonderwijs en toegepaste taalkunde van deze hogescholen overgenomen door de UGent.

## Campussen en gebouwen
De Universiteit Gent heeft campussen en gebouwen verspreid over het grondgebied van Gent, Merelbeke en Melle. Sinds 26 september 2013 heeft de universiteit ook een campus in Kortrijk, genaamd UGent Campus Kortrijk.

### Voor 1900
Bij haar ontstaan kreeg de Universiteit Gent een aantal gebouwen ter beschikking van de stad Gent. Het Jezuïetenklooster tussen de Universiteitstraat en de Voldersstraat ging naar de Letteren en Wijsbegeerte, de Baudelobibliotheek naar de Rechten, het Pakhuis op de Korenmarkt naar de faculteit Geneeskunde en de Sint-Elooiskapel naar de Wetenschappen en Anatomie. De faculteit Geneeskunde kon ook terecht in het burgerlijk gasthuis de Bijloke voor het klinisch onderwijs. In 1818 schonk de stad Gent ook haar plantentuin en haar bibliotheek in de voormalige Baudelooabdij aan de universiteit. In 1819 liet het stadbestuur door architect Lodewijk Roelandt de Aula Academica in de Voldersstraat optrekken, bestemd voor de officiële plechtigheden van de universiteit. Het gebouw werd officieel geopend in 1826.
De Technische Scholen, die sinds hun aansluiting bij de Gentse universiteit in 1835 in het Sint-Agneetebeluik huisden, kampten voortdurend met plaatsgebrek. In 1858 verhuisden de Technische Scholen naar het voormalige Jezuïetenklooster, en in 1890 verhuisde een deel van de opleidingen naar de nieuwe gebouwen van het Instituut van de Wetenschappen in de Jozef Plateaustraat.
Tussen 1883 en 1890 vond de bouw plaats van het Instituut van de Wetenschappen in de Bataviawijk, tussen de Rozier en de Plateaustraat, bestemd voor de faculteit Wetenschappen en een deel van de ingenieursopleiding. In 1883 kreeg de Universiteit Gent van de regering een Laboratorium voor Dierkunde in de haven van Oostende. In 1899 was het nieuwe Botanisch Instituut, ten zuiden van het Citadelpark, in gebruik genomen, waarna ook de plantentuin verhuisd werd naar zijn huidige locatie nabij het Citadelpark.
Ook de faculteit Geneeskunde kampte al vroeg met plaatsgebrek. Vanaf 1863 werden daarom tal van nieuwe gebouwen bijgeplaatst op de Bijloke-site en aan het aanpalende Rommelaere-complex, zowel voor de universiteit als voor het Bijlokehospitaal.

### Bibliotheek

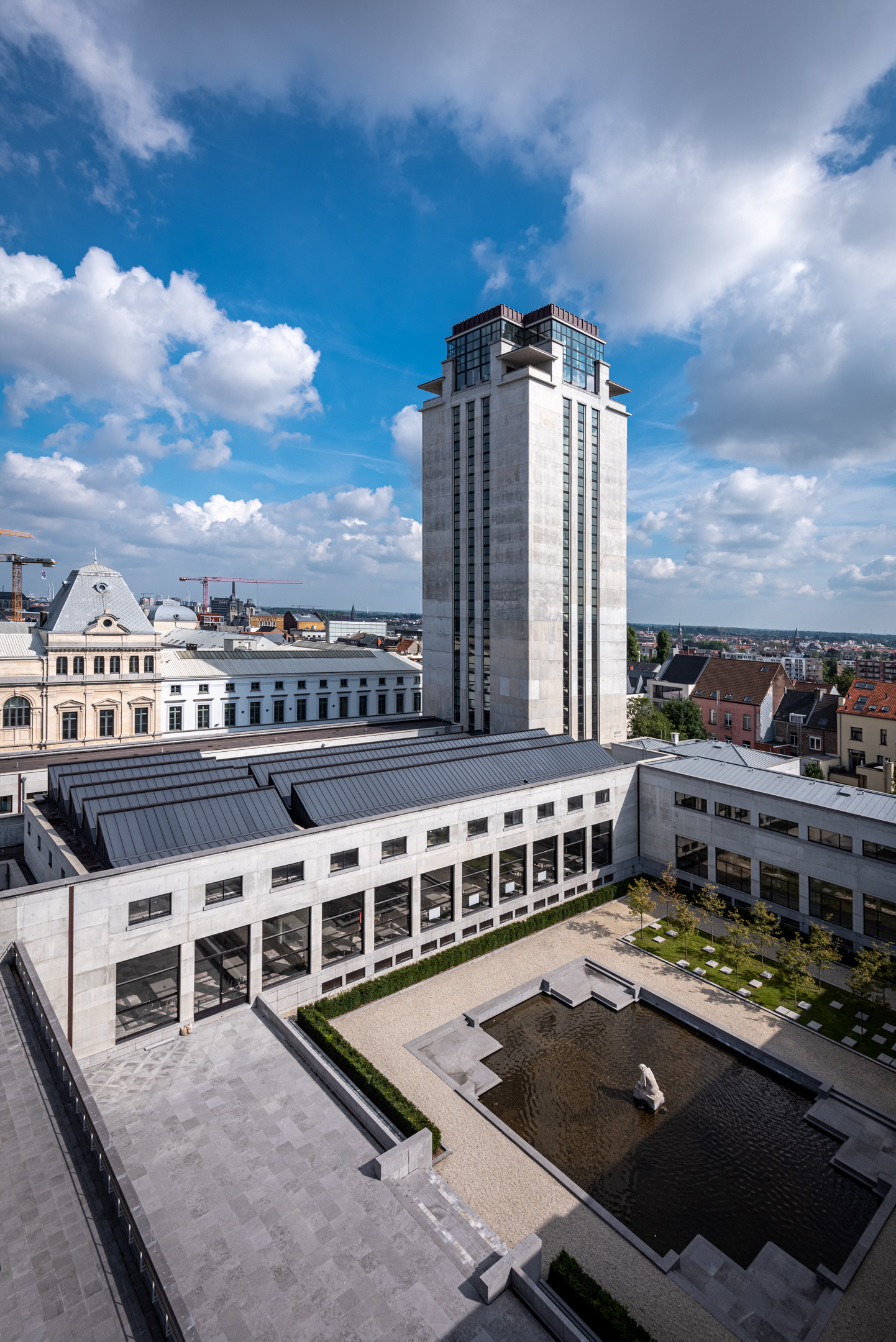
De Boekentoren

De Universiteitsbibliotheek Gent bestaat al sinds 1818. Momenteel is ze uitgegroeid tot een netwerk van faculteitsbibliotheken en de Boekentoren, een markant gebouw van de Belgische architect Henry Van de Velde.
Einde 2007 werd een overeenkomst gesloten met Google over het digitaliseren van copyrightvrije boeken uit de collectie van de Universiteitsbibliotheek Gent. Als een van de grootste bibliotheken in België bevat ze een erfgoedcollectie die voor een aanzienlijk deel gebaseerd is op confiscaties van lokale abdijen en kloosters in 1797 tijdens de Franse Revolutie. De digitalisering slaat in totaal op enkele honderdduizenden boeken in het Nederlands, Frans, Duits, Latijn, of andere talen, zowel populaire klassiekers als zeldzame en speciale werken. Midden 2012 waren al circa 125.000 werken uit de Universiteitsbibliotheek Gent door Google Books gedigitaliseerd en wereldwijd beschikbaar gesteld. Het streefcijfer is een totaal van 300.000 werken. In 2015 werd het project afgesloten.
In 2012 werd begonnen aan de restauratie van de Boekentoren door de architecten Paul Robbrecht & Hilde Daem. Daarbij was ook de bouw van een ondergronds depot inbegrepen. De hele restauratie werd afgerond in 2021.

### Periode 1900-1960
In 1918 had het algemeen studentencorps Hou ende Trou het eerste studentenhuis gekregen in de Sint-Pietersnieuwstraat. Nadien kregen de studenten nog studentenhuizen in de Sint-Jansvest, op andere plaatsen in de Sint-Pieternieuwstraat en tot slot in de mooi gerenoveerde 'Therminal', de vroegere stookketelzaal van het Technicum.
Na 1900 zwermden enkele laboratoria verder uit in de stad, onder meer naar de Petroolstraat en naar het Flandria Palace aan het Sint-Pietersstation. Vanaf 1937 konden de technische laboratoria hun intrek nemen in het Technicum in de Sint-Pietersnieuwstraat, op de plaats van de voormalige Feyerickfabriek. In 1965 kreeg het Instituut voor Nucleaire Wetenschappen een eigen gebouw in de Proeftuinstraat, buiten de stadskern, met een kernreactor en een lineaire deeltjesversneller. Vanaf 1971 werd in Zwijnaarde de campus Ardoyen aangelegd om nog meer ruimte te bieden aan de laboratoria van de Toegepaste Wetenschappen. Een deel van de campus werd in 1984 omgevormd tot Research Park (aan de zgn. Portalis), waar startende technologische bedrijfjes en spin-offs van de universiteit een stek konden vinden.
Het Botanisch Instituut werd in 1966 weer gesloopt voor een torengebouw, dat een uitbreiding vormde van het aanpalende gebouw (campus Ledeganck) voor de kandidaturen in de Wetenschappen aan de Karel Lodewijk Ledeganckstraat dat sinds 1959 in verschillende fasen opgetrokken werd om de overbevolking in de Plateaustraat op te lossen. De licenties in de Wetenschappen kregen vanaf 1966 nieuwe gebouwencomplexen op de campus Sterre, op een voormalig militair oefenterrein aan de Krijgslaan.
In 1937 startte de bouw van een nieuw Academisch ziekenhuis ten zuidoosten van de stad Gent, aan de huidige De Pintelaan. Bij het uitbreken van de Tweede Wereldoorlog was het ruwbouwskelet af, maar daarna viel het hele project stil. Pas in 1959 werden de eerste gebouwen in gebruik genomen: de polikliniek Neus-keel-en-oor viel de eer te beurt als eerste afdeling van de Bijlokesite naar hier overgebracht te worden. Vanaf de jaren 1960 werden nog tal van andere gebouwenblokken bijgebouwd op de ziekenhuiscampus – sommige zelfs groter dan het oorspronkelijke gebouwencomplex uit 1959. In 1982 kreeg ook de faculteit Farmaceutische Wetenschappen een nieuw gebouw aan de overkant van de Cornelis Heymanslaan. En in dezelfde periode werd om organisatorisch-financiële redenen de naam Academisch Ziekenhuis gewijzigd in Universitair Ziekenhuis (UZ): het begin van de structurele werkloosheid in Europa en noodzakelijke besparingen in het personeelsbeheer lieten zich ook hier voelen. Op 5 juli 2009 werd het vijftigjarig bestaan van het ziekenhuis gevierd op het grasveld aan de ingang van het UZ in de vorm van een Vlaamse kermis met optredens van Vlaamse zangers en zangeressen.
Het toeristisch meest bekende gebouw van de UGent is de tussen 1936 en 1942 in de stijl van de Nieuwe zakelijkheid opgetrokken Boekentoren van de architect Henry Van de Velde. Het gebouw, waarin de centrale universiteitsbibliotheek ondergebracht is, staat aan de Rozier, op het hoogste punt van Gent. In 1957 startten de werken voor het aanpalende gebouw voor de faculteit Letteren en Wijsbegeerte, dat vanaf 1960 in gebruik genomen werd. De Blandijn bood echter nooit genoeg plaats voor de hele faculteit, waardoor sommige diensten in andere gebouwen bleven zitten, onder andere op het nabijgelegen Sint-Pietersplein.

### Na 1960
Achter het Sint-Pietersplein, op de Hoveniersberg, werd in de tweede helft van de jaren zeventig een nieuw gebouw voor de faculteit Economische Wetenschappen geplaatst. In 2005/2006 kreeg dat gebouwencomplex een uitbreiding aan de Tweekerkenstraat naar een ontwerp van Stéphane Beel.
De Veeartsenijschool kreeg na de Tweede Wereldoorlog een onderkomen in een nieuw gebouw op de plaats van het Casinocomplex. De sloopwerken van het Casino waren echter pas in 1956 volledig afgerond. In 1950 kreeg de Veeartsenijschool het Kasteelhof in Merelbeke, een domein van 21 hectare, om in te richten als Proefhoeve. Nog in Merelbeke startte in 1975 de bouw van een nieuwe campus voor Diergeneeskunde, die in de jaren negentig in gebruik werd genomen.
In 1960 werden nieuwe gebouwen rond de Henri Dunantlaan aan de Watersportbaan in gebruik genomen voor het Hoger Instituut voor Opvoedkundige Wetenschappen en voor het Hoger Instituut voor Lichamelijke Opvoeding. Aanpalend werd in 1976 het universitaire sportcomplex opengesteld, met een zwembad, sportzalen en sportvelden. In de jaren zeventig volgde aan de andere kant van de Dunantlaan nog een tweede nieuwbouw voor de faculteit Psychologische en Pedagogische Wetenschappen, die dertig jaar later nog een uitbreiding tot aan de Antonius Triestlaan kreeg.
Vanaf 1963 werd het gebouwencomplex aan de Voldersstraat-Universiteitsstraat uitgebreid met nieuwbouwblokken langs de Universiteitstraat en de Paddenhoek en in de jaren negentig met verbouwde panden in de Korte Meer. Het gebouwencomplex heeft in de loop der tijd aan zeer vele faculteiten en instituten van de Gentse universiteit onderdak geboden, maar is momenteel enkel nog bevolkt door de faculteit Rechtsgeleerdheid en de faculteit Politieke en Sociale Wetenschappen.
In 1969 verwierf de Universiteit Gent ook de gebouwen aan de Coupure van de tot faculteit Bio-ingenieurswetenschappen omgevormde Rijkslandbouwhogeschool, samen met haar proefhoeve van 60 hectare in Melle.
In 1960 opende het studentenrestaurant De Brug, dat sinds 1949 een onderkomen had in het Technicum, zijn deuren in een afzonderlijk gebouw in de Sint-Pietersnieuwstraat. Later volgde de inrichting van nog meer studentenrestaurants in verschillende gebouwen van de universiteit. In de Overpoortstraat werd eind juni 1971 een nieuw centraal studentenrestaurant in gebruik genomen dat tot 15.000 maaltijden per dag kon serveren; te klein geworden en als glasbouw ecologisch niet meer verantwoord, werd het in eind juni 2011 gesloten en verkocht. Nog in 1960 werd de eerste steen gelegd voor het Home Koningin Fabiola, het eerste studentenhome met kamers voor 224 meisjesstudenten. In 1966 volgden Home Koningin Astrid aan de Krijgslaan en Home Koning Boudewijn nabij de campus van het Academisch Ziekenhuis, in 1971 Home A. Vermeylen aan de Stalhof, en in 1973 Home Corneel Heymans (specifiek voor getrouwde studenten) aan de Isabellakaai. Naast de nieuwe gebouwen van de Arteveldehogeschool aan de Kantienberg, startte eind 2009 tussen Stalhof en de Benedictijnenstraat de bouw van een complex van homes voor 600 studenten, inclusief een studentenrestaurant dat het Overpoortrestaurant verving.
Het voormalige Dominicanenklooster Het Pand, gelegen in Onderbergen, was in 1963 aangekocht om omgebouwd te worden tot een studentenhome, maar uiteindelijk werd het gebouw grondig gerestaureerd om dienst te doen als cultureel congres- en perscentrum van de universiteit. Er zijn ook twee musea in gevestigd: Archeologie en Geneeskunde.

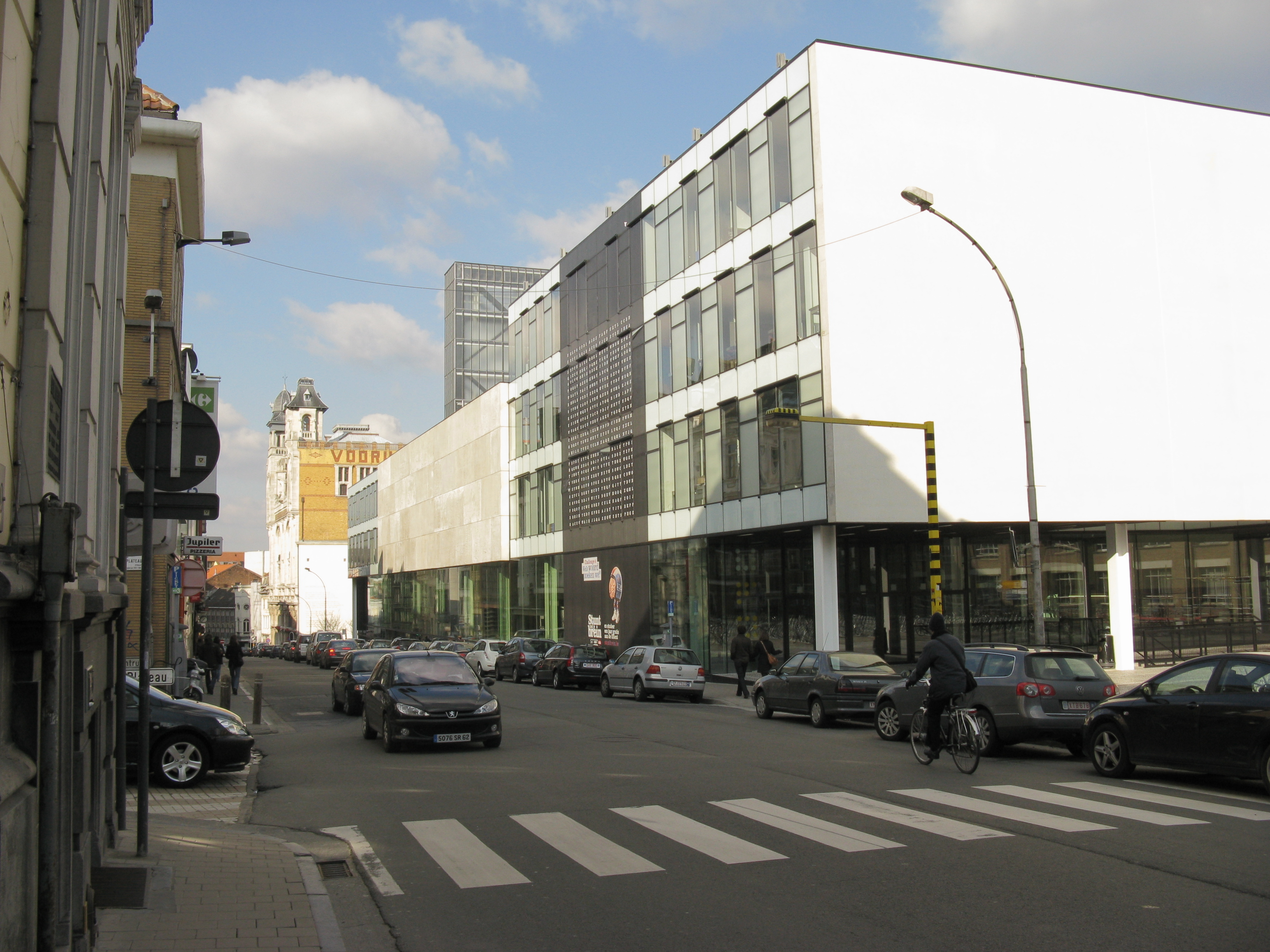
Het Universitaire Forum, kortweg UFO met in de achtergrond de Gentse Vooruit.

Na de Eerste Wereldoorlog nam het rectoraat zijn intrek in het Hotel van Crombrugghe, vlak naast de Aula, tot het in 1959 verhuisde naar het vroegere kantoorcomplex van de UCO in de Sint-Pietersnieuwstraat, dat in de jaren zeventig nog met een hoogbouwtoren werd uitgebreid.
In september 2009 werd in de Sint-Pietersnieuwstraat, tussen het Technicum en het Rectoraat, het Universitaire Forum, kortweg UFO, in gebruik genomen. Dit nieuwe gebouw is een ontwerp van Stéphane Beel en Xaveer de Geyter. Het bevat een auditorium met 1000 zitplaatsen (dat door een soort guillotinewand in twee verdeeld kan worden) en kantoorruimte voor enkele rectorale diensten. De Vakgroepen Geschiedenis en Archeologie kregen onderdak in het rechterdeel.

### Musea
Het volgende museum behoort toe aan de universiteit: Gents Universiteitsmuseum (GUM)

## Studentenleven
Naast de participatie van studenten in het bestuur van de instelling zijn Urgent.fm, Schamper en de studentenverenigingen, ondergebracht in 7 konventen, de kern van het studentenleven.
- HomeKonvent Gent: de homeraden
- FaculteitenKonvent Gent: de faculteitskringen
- Seniorenkonvent Ghendt: de streekclubs
- Politiek & Filosofisch Konvent: de politieke en levensbeschouwelijke verenigingen
- Werkgroepen en Verenigingen Konvent: de maatschappelijk-sociaal geïnspireerde verenigingen en wetenschappelijke werkgroepen
- Kultureel Konvent: de culturele en artistieke verenigingen
- Bijzonder Konvent: de verenigingen met een internationaal doel
- Schamper: het officiële en onafhankelijke studentenblad van de Universiteit Gent
- Urgent.fm: het medialab van de Universiteit Gent

## Bekende personen

### Bekende wetenschappers
- Leo Apostel, filosoof
- Leo Baekeland, scheikundige, uitvinder van bakeliet
- Stijn Baert, econoom en arbeidsmarktdeskundige
- Herman Balthazar, historicus en oud-provinciegouverneur
- Els De Bens, communicatiewetenschapster en voorzitster Vlaamse Mediaraad
- Joseph Bidez, historicus en filoloog
- Rudolf Boehm, filosoof
- Jan De Boever, parodontoloog
- Boudewijn Bouckaert, jurist en politiek ideoloog
- Irène van der Bracht, lichamelijke opvoeding, eerste vrouwelijke hoogleraar
- Johan Braeckman, wetenschapsfilosoof
- Harry Commandeur, bedrijfseconoom
- Rik Coolsaet, politicoloog (internationaal en oorlogsrecht)
- Franz Cumont, godsdiensthistoricus en archeoloog
- Michiel Debackere, specialist in diergeneeskundige farmacologie, dopingbestrijder
- Petra De Sutter, gynaecologe en politica
- Raymond Detrez, historicus en slavist
- Carl Devos, politicoloog (vnl. binnenland)
- Jan Dhondt, historicus
- Walter Fiers, biotechnoloog
- Paul Fredericq, historicus
- Helmut Gaus, historicus en politicoloog
- Jozef Guislain, fysioloog en psychiater
- Jacques-Joseph Haus, jurist
- Corneille Heymans, fysioloog (Nobelprijswinnaar)
- Jaap Kruithof, historicus en moraalfilosoof
- Bart Lambrecht, immunoloog
- François Laurent, jurist
- Theo Luykx, historicus en politicoloog
- Julius Mac Leod, botanicus
- Gustaaf Magnel, pionier van gewapend beton
- Paul Mansion, wiskundige
- Bruno Merlevede, econoom
- Luc Moens, scheikundige
- Gert Peersman, econoom
- Armand Pien, meteoroloog
- Rik Pinxten, antropoloog
- Henri Pirenne, historicus
- Joseph Plateau, natuurkundige
- Walter Prevenier, historicus
- Adolphe Quetelet, statisticus
- Marc Ryckaert, historicus
- Patrick Sandra, scheikundige
- Niceas Schamp, scheikundig ingenieur
- Jeff Schell, biotechnoloog
- Koen Schoors, econoom
- Walter Soete, ingenieur
- Egied I. Strubbe, historicus
- Johan Rudolph Thorbecke, staatsman
- Johan Vande Lanotte, jurist en politicus
- Chris(tiaan) Vandenbroeke, historicus
- Hugo Van den Enden, (bio-)ethicus
- Peter Vandermeersch, historicus
- Omer Van Der Stricht, embryoloog en histoloog
- Henry Van de Velde, architect
- Karel van de Woestijne, schrijver
- Romain Van Eenoo, historicus (1957)
- Désiré Van Monckhoven, natuurkundige en astronoom
- Marc Van Montagu, biotechnoloog
- Willy van Ryckeghem, econoom
- Adriaan Verhulst, historicus (1952)
- Etienne Vermeersch, (bio-)ethicus en filosoof
- August Vermeylen, schrijver en politicus
- Hendrik Vos, politicoloog
- Marc Waelkens, historicus-archeoloog
- Chaim Weizmann, biochemicus

### Bekende alumni
- Hippolyte Metdepenningen, doctor in de rechten
- Pieter de Decker, premier - rechten
- Henri Limbourg, doctor in de fysica en de wiskunde, 1859
- Albert Nyssens, jurist, Minister voor Industrie en Arbeid, 1895-1899.
- Paul de Smet de Naeyer, premier - rechten
- Gerard Cooreman, premier - rechten
- Wim Blockmans, rector van het Netherlands Institute for Advanced Study (NIAS) - geschiedenis, 1966
- Robert Cailliau, mede-uitvinder van het World Wide Web - burgerlijk ingenieur, 1969
- Dirk Frimout, astronaut - burgerlijk ingenieur, 1963
- Jean Van Houtte, premier - rechten
- Philippe Herreweghe, dirigent - geneeskunde
- René Jacobs, zanger en dirigent - klassieke talen
- Paul Janssen, farmacoloog - geneeskunde
- Yves Leterme, premier - rechten, 1984
- Théo Lefèvre, premier - rechten
- Gerard Mortier, opera-intendant - rechten en communicatiewetenschappen
- Peter Piot, voormalig assistent secretaris-generaal van de Verenigde Naties, geneeskunde, 1974
- Jean-Pierre Pauwels, directeur bij de Nationale Bank van België - burgerlijk ingenieur
- Godfried-Willem Raes, componist en instrumentenbouwer - muziekwetenschap
- Jacques Rogge, voorzitter van het Internationaal Olympisch Comité - geneeskunde
- Guy Verhofstadt, premier, minister van staat - rechten
- Els Witte, oud-rector VUB - geschiedenis, 1966
- Dries Buytaert, ontwerper van het Drupal open source web publishing platform
- Karel Van Miert, politicus, voorzitter SPa en Eurocommissaris
- Isolde Van den Eynde, politiek journaliste bij Het Laatste Nieuws
- Diederik Gommers, intensivist bij het academisch ziekenhuis Erasmus MC in Rotterdam - geneeskunde

### Bekende eredoctoren
Zie de Lijst van eredoctoraten van de Universiteit Gent.